# Gozdni ščipalec
Gozdni ščipalec (znanstveno ime Euscorpius germanus) je vrsta ščipalca iz družine Euscorpiidae, razširjen v delu Južne in Srednje Evrope.

## Opis
Z manj kot 30 mm telesne dolžine je gozdni ščipalec eden najmanjših ščipalcev iz rodu Euscorpius. Samci dosežejo povprečno telesno dolžino 23,5 mm, samice pa so nekoliko večje in v povprečju dosežejo 25,7 mm. Njihov pik človeku ni nevaren, bolečina pa je primerljiva piku čmrlja.